# Slovakiet ved sommer-OL 2012
Slovakiet  deltog under Sommer-OL 2012 i London som blev arrangeret i perioden 27. juli til 12. august 2012.

## Medaljer
| 2012 London | Guld | Sølv | Bronze | Total |
| Slovakiet   | 0    | 1    | 3      | 4     |

### Medaljevinderne
| Slovakiet under sommer-OL 2012 i London | Slovakiet under sommer-OL 2012 i London | Slovakiet under sommer-OL 2012 i London | Slovakiet under sommer-OL 2012 i London | Slovakiet under sommer-OL 2012 i London |
| Medalje                                 | Navn                                    | Sport                                   | Event                                   | Dato                                    |
| --------------------------------------- | --------------------------------------- | --------------------------------------- | --------------------------------------- | --------------------------------------- |
| Sølv                                    | Zuzana Štefečeková                      | Skydning                                | Women's trap                            | 4. august                               |
| Bronze                                  | Danka Barteková                         | Skydning                                | Damernes skeet                          | 29. juli                                |
| Bronze                                  | Michal Martikán                         | Kano og Kajak                           | Mændenes slalom C-1                     | 31. juli                                |
| Bronze                                  | Peter Hochschorner Pavol Hochschorner   | Kano og Kajak                           | Men's slalom C-2                        | 2. august                               |